# Runaway (Bon Jovi)
Runaway is de debuutsingle van de Amerikaanse rockband Bon Jovi uit 1984, afkomstig van hun titelloze debuutalbum.
Zanger Jon Bon Jovi had het nummer in 1981 al geschreven. In 1983 schreef een lokaal radiostation een wedstrijd uit om zo de beste band zonder platencontract te vinden. Met "Runaway" deed Jon mee aan deze wedstrijd, en hij won. De muziek van "Runaway" werd verzorgd door musici van de studio waarin Jon het nummer opnam. Het nummer werd al gauw populair in New York en omstreken. De studiomusici die Jon hielpen met "Runaway" gingen door het leven onder de naam The All Star Review. Deze groep bestond uit Tim Pierce (gitaar), Roy Bittan (keyboard), Tony Laroca (drums) en Hugh McDonald (basgitaar).
Door de populariteit van "Runaway" had Jon een band nodig. De huidige leden van Bon Jovi hadden elkaar allemaal al weleens ontmoet, maar het duurde tot maart 1984, nadat "Runaway" op nummer 39 kwam te staan in de Amerikaanse Billboard Hot 100, voor ze bij elkaar kwamen. Bon Jovi was geboren, met naast Jon zelf als line-up David Bryan, Alec John Such en Tico Torres. De grote wereldwijde doorbraak van de band volgde echter twee jaar later.
Het nummer won ook in Europa aan populariteit. Ondanks dat het er geen hitlijsten bereikte, werd het wel een radiohit in bijvoorbeeld Duitsland.